# Провулок Інженера Корсакова (Херсон)
Провулок Інженера Корсакова — провулок у Центральному районі міста Херсон.
Названий на честь Корсакова Миколи Івановича (1749—1788) — інженера, головного будівничого Херсона.

## Розташування
Знаходиться між вулицями 295 Херсонської стрілецької дивізії та Київською.
Протяжність — 250 м.

## Історія
Розпорядженням міського голови Херсона Володимира Миколаєнка від 19 лютого 2016 року провулок 40-річчя Жовтня було перейменовано на провулок Інженера Корсакова.